# 花当
花当（羅馬化：Khutugh，15世纪—1530年），《清史稿》作和通，兀良哈氏，明代漠南蒙古朵颜卫领主。他的先祖是成吉思汗的四獒者勒蔑，為朵颜卫都督脱儿火察的玄孙，完者帖木儿之孙，阿儿乞蛮之子。 
明孝宗弘治十八年（1505年），达延汗东进，击败朵颜卫，阿儿乞蛮次年去世。明武宗正德二年（1507年），花当遣使向明朝朝贡，明武宗准他袭职都督。之后，花当与达延汗暗中结盟，多次向明朝要求增加贡额、抚赏，被朝廷拒绝。正德十年（1505年），派遣儿子把儿孙率军攻破鲇鱼关（今河北省遵化县西北长城），进入马兰峪（遵化县西北），杀死明朝将领陈乾等。又分兵攻打板场谷、神山岭、水开洞等地。被明朝副总兵桂勇反击，战败，退至红罗山。派遣儿子打哈入朝悔过，请求恢复贡市。花当死后，因为长子革儿孛罗早死，由他的长孙革兰台袭职都督。

## 子孙
花当有十一子：
1. 革儿孛罗，其子革兰台，革兰台子影克、董狐狸、长秃、兀鲁思罕等
2. 把儿孙
3. 打哈
4. 把班，其子花大
5. 哈哈赤，其子炒蛮
6. 把都儿
7. 虎秃兔
8. 孛来
9. 把秃来
10. 虎秃孛来
11. 孛罗歹

### 文献
- 《明史·外国传九·朵顏福余泰寧》
- 《蒙古黄金史》